# Poladowo
Poladowo (prononciation : [pɔlaˈdɔvɔ]) est un village polonais de la gmina de Śmigiel dans le powiat de Kościan de la voïvodie de Grande-Pologne dans le centre-ouest de la Pologne.
Il se situe à environ 3 kilomètres à l'ouest de Śmigiel (siège de la gmina), à 14 kilomètres au sud-ouest de Kościan (siège du powiat) et à 52 kilomètres au sud-ouest de Poznań (capitale régionale).

## Histoire
De 1975 à 1998, le village faisait partie du territoire de la voïvodie de Leszno.

Depuis 1999, Poladowo est situé dans la voïvodie de Grande-Pologne.